# Nausínoo
Na mitologia grega, Nausínoo foi um importante filho da ninfa do mar Calipso, provavelmente com Odisseu enquanto este permanecia na ilha de Ogígia.